# Les Chères
Les Chères är en kommun i departementet Rhône i regionen Auvergne-Rhône-Alpes i östra Frankrike. Kommunen ligger i kantonen Limonest som tillhör arrondissementet Lyon. År 2022 hade Les Chères 1 504 invånare.

## Befolkningsutveckling
Antalet invånare i kommunen Les Chères
| Referens: INSEE |